# 伯德城鎮區 (堪薩斯州夏延縣)
伯德城鎮區（英語：Bird City Township）為美國堪薩斯州夏延縣的鎮區。2010年美国人口普查中該鎮區人口有687人。

## 地理
伯德城鎮區涵蓋面積884.49平方（341.50平方英里），境內設有一座城市：伯德城。科爾塘（Cole Pond）和利奇塘（Leach Pond）位於此鎮區內。

### 墓園
根據美國地質調查局的資料，此鎮區擁有3座墓園：
- 伯德城墓園（Bird City Cemetery）
- 社區墓園（Community Cemetery）
- 埃弗格林墓園（Evergreen Cemetery）

### 機場
- 伯德城機場（Bird City Airport）
- 布爾施機場（Bursch Airport）
- 吉利蘭斯農場機場（Gillilands Farm Airport）
- 斯陶特起落跑道（Stout Landing Strip）
- 威爾肯斯機場（Wilkens Airport）

## 人口統計
根據2010年美國人口普查，伯德城鎮區人口有687人，住房389戶，人口密度為0.78人/每平方公里。此鎮區居民之種族有95.92%為白人；0.15%為非裔美洲人；0.44%為美洲原住民；0%為亞洲人；0%為太平洋島民；1.31%為其他種族；另外有2.18%為混血種族。而西班牙裔或拉丁裔美洲人佔此鎮區人口的11.5%。

## 外部連結
- City-Data.com（页面存档备份，存于）